# Wartenhorster Sundern südöstlich von Everswinkel
Wartenhorster Sundern südöstlich von Everswinkel este o arie protejată (arie specială de conservare — SAC, sit de importanță comunitară — SCI) din Germania întinsă pe o suprafață de 76,26 ha, integral pe uscat.

## Localizare
Centrul sitului Wartenhorster Sundern südöstlich von Everswinkel este situat la coordonatele 51°54′45″N 7°52′51″E / 51.9125°N 7.8808°E.

## Înființare
Situl Wartenhorster Sundern südöstlich von Everswinkel a fost declarat sit de importanță comunitară în martie 2001 pentru a proteja un număr necunoscut de specii din flora spontană și fauna sălbatică aflate în arealul zonei. Situl a fost protejat și ca arie specială de conservare în decembrie 2003.

## Biodiversitate
Situată în ecoregiunea atlantică, aria protejată conține 3 habitate naturale: Păduri de fag Luzulo-Fagetum, Păduri de fag Asperulo-Fagetum, Păduri de stejar sau de stejar și carpen sub-atlantice și medio-europene de Carpinion betuli.
La baza desemnării sitului se află un număr nedeclarat de specii protejate.